# Nunilo Ximena
Nunilo Ximena (Navarra, s. IX–?, ca. 923) va ser una noble navarresa, reina consort d'Astúries (ca. 910–ca. 917) com a muller de Fruela II.
També anomenada Nuna o Múnia, es desconeix la filiació d'aquesta reina. Segons Enrique Flórez, era filla de Sanç I de Pamplona i Toda Aznar, però, segons afirmà Armando Cotarelo, l'ascendència és incompatible amb les genealogies de Navarra. No obstant això, com defensà Justo Pérez de Urbel, malgrat desconèixer qui eren els seus pares el nom de Nunilo sí denota un origen de terres navarreses.
Casada amb Fruela II abans del 911, any en què consta en la inscripció de donació de l'arqueta de les àgates i en diversos documents de donació de terres, els anys següents, a la catedral d'Oviedo. A l'arqueta, en llatí apareix el seu nom com Nvnilo cognomento Scemena, que acostuma a traduir-se com «Nunilo, de sobrenom Ximena», si bé hom ho ha considerat un segon nom o el cognom. Apareix a la documentació intitulada com a reina d'Astúries amb el seu marit, tanmateix no va arribar a ser reina de Lleó, perquè va morir abans del 924, quan Fruela va fer-se amb el tron. Alguns avancen la seva mort fins al 913, tot i que Urraca, la segona muller de Fruela, no està documentada fins a 917.
Va ser mare d'Alfons Froilaz, i segons César Álvarez, també d'Ordoni i Ramir, si bé segons Jaime de Salazar, els dos darrers eren fruit del segon matrimoni amb Urraca. En tot cas, cap d'ells va arribar a regnar de forma efectiva, encara que si van participar dels conflictes successoris amb els seus oncles Alfons IV i Ramir II. El darrer manà cegar-los.